# Martín Ojeda
Martín Exequiel Ojeda (Gualeguaychú, 27. studenog 1998.) argentinski je nogometaš koji igra na poziciji lijevog krila. Trenutačno igra za američki Orlando City.

## Klupska karijera

### Ferro Carril Oeste
Za argentinski drugoligaški klub Ferro Carril Oeste debitirao je i postigao svoj prvi gol u utakmici Primere B Nacional u kojoj je Ferro Carril Oeste 31. siječnja 2016. igrao 1:1 s Atléticom iz grada Paraná.

### Racing Club
U srpnju 2017. prešao je u redove argentinskog prvoligaškog kluba Racing Club za 500 tisuća eura. Za Racing Club debitirao je 17. rujna u ligaškoj utakmici u kojoj je Racing Club izgubio 1:0 od Banfielda. U natjecanju Copa Libertadores Ojeda je debitirao 4. travnja 2018. u utakmici protiv kluba Universidad de Chile koja je završila 1:1. U natjecanju Copa Sudamericana debitirao je 15. veljače 2019. kada je Racing Club igrao 1:1 s brazilskim Palmeirasom.

### Huracán
U srpnju 2019. posuđen je Huracánu do kraja sezone za iznos od 45 tisuća eura. Za novi klub debitirao je u utakmici argentinske prve lige protiv kluba Boca Juniors koja je završila bez golova. U natjecanju Copa Sudamericana debitirao je 6. veljače 2020. u utakmici koju je dobio kolumbijski Atlético Nacional rezultatom 3:0. Svoj jedini pogodak za Huracán postigao je 7. ožujka u ligaškoj utakmici u kojoj je Banfield poražen 0:3.

### Godoy Cruz
U kolovozu 2020. Racing Club posudio je Ojedu klubu Godoy Cruz. Za Godoy Cruz je debitirao te pritom postigao asistenciju u utakmici Copa de la Liga Profesionala odigranoj 3. studenog u kojoj je Godoy Cruz izgubio 2:1 od kluba Rosario Central. Svoj prvi gol za klub postigao je u utakmici istog natjecanja odigranoj 14. prosinca u kojoj je Godoy Cruz igrao 1:1 s klubom Central Córdoba de Rosario. Postigao je asistenciju u svojoj debitantskoj utakmici u kupu odigranoj šesnaest dana kasnije protiv JJ Urquize koji je poražen 3:1. Postigao je dva gola u utakmici Copa de la Liga Profesionala odigranoj 19. travnja 2021. protiv Colóna koja je završila 2:2. U utakmici kupa odigranoj 13. svibnja protiv Boca Unidosa, Ojeda je postigao jedan gol i asistenciju te je time sudjelovao u postizanju jedina dva gola na utakmici.
U argentinskoj prvoj ligi debitirao je 20. srpnja 2021. kada je Godoy Cruz dobio Rosario Central 2:1.  Pet dana kasnije Ojeda je postigao svoj prvi gol i to protiv kluba Defensa y Justicia koji je poražen 1:2. Postigao je dva gola 8. kolovoza u ligaškom susretu u kojem je Godoy Cruz pobijedio River Plate 2:1. Dana 5. rujna postigao je dva pogotka i jednu asistenciju u ligaškoj utakmici u kojoj je Gimnasia y Esgrima La Plata izgubila 4:0. Dva gola za Godoy Cruz postigao je i 2. listopada kada je Godoy Cruz igrao 2:2 u utakmici lige protiv Newell's Old Boysa. U sezoni 2021. argentinske prve lige, Ojeda je postigao 12 golova i 4 asistencije u 23 utakmice.
Dana 1. siječnja 2022. Godoy Cruz kupio je Ojedu od Racing Cluba za 427 tisuća eura. Dva puta je bio asistent 20. lipnja u ligaškoj utakmici protiv kluba Defensa y Justicia koji je poražen 2:1. U Copa de la Liga Profesionalu postigao je 2. trvnja gol i asistenciju u susretu protiv Estudiantes de La Plate koji je završio 3:3. Sedam dana kasnije u utakmici istog natjecanja i istog rezultata odigrane protiv Arsenala iz Sarandíja, Ojeda je postigao tri asistencije. Dana 11. srpnja postigao je gol i asistenciju protiv River Platea te time sudjelovao u postizanju jedina dva gola na utakmici. Šest dana kasnije ponovno je postigao gol i asistenciju, ovaj put protiv Lanúsa koji je izgubio 2:1.

### Orlando City
U siječnju 2023. potpisao je s američkim klubom Orlando City koji se natječe u MLS-u trogodišnji ugovor s mogućnošću produljenja na još dvije godine.

## Vanjske poveznice
- Profil, Soccerway
- Profil, Transfermarkt